# Stephanie Falkenstein
Stephanie Falkenstein (* 12. Juli 1964 in Nürnberg als Stephanie Nomayo) ist eine deutsche Historikerin und Archäologin. Sie war von 2002 bis Dezember 2020 Leiterin des Städtischen Museums in Kitzingen. Bis September 2022 war sie Leiterin des Stadt- und Museumshauses Waldheim, seit Oktober 2022 ist sie die Leiterin des Waldmuseums Zwiesel.

## Leben
Stephanie Falkenstein studierte Klassische Archäologie, Alte Geschichte sowie Ur- und Frühgeschichte und schloss ihr Studium 1993 an der Universität Würzburg mit dem Magister ab. 
Falkenstein war von 2002 bis 2020 Leiterin des Städtischen Museums in Kitzingen.
Zwischen Oktober 2021 und Herbst 2022 war sie Leiterin des Stadt- und Museumshauses Waldheim. Seit Oktober 2022 ist sie Museumsleiterin des Waldmuseums in der niederbayerischen Stadt Zwiesel.
Sie publiziert zur Geschichte und Archäologe von Kitzingen und Umgebung (z. B. zum Bullenheimer Berg), vor allem in der Schriftenreihe des Städtischen Museums Kitzingen.

## Schriften (Auswahl)
- als Herausgeberin: „Kitzing am Mayn, darüber da ein starcke steinerne Bruck gehet“. Bilder und Beschreibungen der Stadt Kitzingen von den Anfängen bis zur Mitte des 19. Jahrhunderts. (= Schriftenreihe des Städtischen Museums Kitzingen. Band 2). Sauerbrey, Kitzingen 2007, ISBN 978-3-924694-28-9.
- als Herausgeberin: Johann Rudolph Glauber. Vom Barbier zum Alchemisten. (= Schriftenreihe des Städtischen Museums Kitzingen. Band 3 / Begleitband zur gleichnamigen Sonderausstellung, 18. Mai 2008 bis 31. August 2008). Sauerbrey, Kitzingen 2008, ISBN 3-89014-296-6.
- mit Helmut Gebelein, Rainer Werthmann: Johann Rudolph Glauber. Alchemistische Denkweise, neue Forschungsergebnisse und Spuren in Kitzingen. (= Schriftenreihe des Städtischen Museums Kitzingen. Band 4). Sauerbrey, Kitzingen 2011, ISBN 978-3-924694-25-8.
- mit Frank Falkenstein: Der Bullenheimer Berg im Fokus moderner Methoden der Archäologie. (= Schriftenreihe des Städtischen Museums Kitzingen. Band 5). Sauerbrey, Kitzingen 2012, ISBN 978-3-924694-27-2.
- mit Reinhard Feisel: Der Sieboldgarten in Kitzingen am Main. (= Schriftenreihe des Städtischen Museums Kitzingen. Band 6). Sauerbrey, Kitzingen 2013, ISBN 978-3-924694-29-6.
- Saufeder, Hirschfänger und Federspiel. Waidwerk in Franken bis zum Ende der Feudaljagd (= Schriftenreihe des Städtischen Museums Kitzingen. Band 7 / Begleitband zur gleichnamigen Sonderausstellung, 23. November 2013 bis 30. März 2014). Sauerbrey, Kitzingen 2014, ISBN 978-3-924694-31-9.
- Knusper, Knusper, Knäuschen, wer hat das schönste Hauschen? Die Hexe im Zauberspiegel fränkischer Kulturgeschichte. (= Schriftenreihe des Städtischen Museums Kitzingen. Band 8 / Begleitband zur gleichnamigen Sonderausstellung, 2010–2011). Sauerbrey, Kitzingen 2014, ISBN 978-3-924694-33-3.
- mit Rhabanus Erbacher, Doris Badel, Burkhard Lutz: Cantica sacra veteris ecclesiae – Musikhandschriften des späten Mittelalters in Kitzingen. Ein Beitrag zur Makulaturforschung. (= Schriftenreihe des Städtischen Museums Kitzingen. Band 9 / Begleitband zur Sonderausstellung „Pergamenthandschriften“ des Städtischen Museums Kitzingen in Kooperation mit dem Stadtarchiv Kitzingen). Sauerbrey, Kitzingen 2014, ISBN 978-3-924694-32-6.
- Künstlerische Antworten mit Beigeschmack zu grundsätzlichen Fragen des Menschseins. (= Schriftenreihe des Städtischen Museums Kitzingen. Band 10 / Begleitband zu zwei Kooperationsprojekten des Städtischen Museums Kitzingen mit dem Armin-Knab-Gymnasium Kitzingen). Sauerbrey, Kitzingen 2015, ISBN 978-3-924694-36-4.
- Die Wildhagenvilla. Ein Beitrag zur Wohn- und Lebenskultur der Gründerzeit in Kitzingen. (= Schriftenreihe des Städtischen Museums Kitzingen. Band 11). Sauerbrey, Kitzingen 2016, ISBN 978-3-924694-35-7.
- mit Harald Knobling, Antje Pöllot: Spiegelgeschichten. Graphic Novel Sammlung. (= Schriftenreihe des Städtischen Museums Kitzingen. Band 12). Books on Demand, Norderstedt 2018, ISBN 978-3-7460-9239-3.
- mit Hans Will: Kitzingen im Fokus. Momentaufnahmen, eingefangen von Hans Will. (= Schriftenreihe des Städtischen Museums Kitzingen. Band 13). Books on Demand, Norderstedt 2018, ISBN 978-3-74604-492-7.
- mit Elisabeth Versl-Waag: Stilles Leben. (= Schriftenreihe des Städtischen Museums Kitzingen. Band 14 / Begleitband zur gleichnamigen Kunstausstellung im Städtischen Museums Kitzingen). Books on Demand, Norderstedt 2018, ISBN 978-3-75280-463-8.
- mit Frank Falkenstein u. a.: Das Städtische Museum Kitzingen 1895–2020. Wissenspeicher für 1275 Jahre Stadtgeschichte. 2 Teilbände. Books on Demand, Norderstedt 2021, ISBN 978-3-7526-8874-0 (Teilband 1), ISBN 978-3-7526-0728-4 (Teilband 2).